# Sara García
Sara Rita de la Luz García (Orizaba, Veracruz, 3 de septiembre de 1892-Ciudad de México, 21 de noviembre de 1980), conocida como Sara García, fue una actriz y comediante mexicana. Sus caracterizaciones como abuela en varios de sus proyectos le otorgaron los apodos de la Abuelita de México y la Abuelita del cine nacional.
Gracias a su extensa carrera, que comenzó en 1917, se convirtió en una de las actrices mexicanas de mayor reconocimiento. Entre sus películas más destacadas se encuentra su participación en Ahí está el detalle (1940), El barchante Neguib (1946), Los tres García (1947), Vuelven los García (1947), Dueña y señora (1948), Acá las tortas (1951), El lunar de la familia (1953), El inocente (1956), Escuela para solteras (1965), y Mecánica nacional (1971). Sus trabajos actorales también se extendieron internacionalmente en filmes como Bello recuerdo (1961) y The Living Idol (1957).
De 1974 a 1977, consiguió un resurgimiento profesional y ganó una nueva generación de fanáticos al participar en la telenovela Mundo de juguete, en la que interpretó a la Nana Tomasita.

## Biografía y carrera

### 1892-1917: primeros años
Sara Rita de la Luz García nació el 3 de septiembre de 1892, en Orizaba, Veracruz, siendo hija de los españoles Isidoro García Ruiz, originario de Córdoba, y Felipa Hidalgo Rodríguez, originaria de Andalucía. A principios de 1900, se contagió de tifus murino e infectó a su madre, quien falleció meses después.
A los nueve años de edad, ella y su papá se reinstalaron en Ciudad de México, donde fue inscrita en el Colegio de las Vizcaínas. Al poco tiempo de su arribó a la ciudad, su padre sufrió un derrame cerebral y fue internado en la Casa de Beneficencia Española, donde falleció en fecha desconocida. Quedándose huérfana, su custodia terminó bajo el tutelaje de los papás de Rosario González Cuenca, una niña de la que se hizo amiga en el colegio, lo que le permitió permanecer en el mismo, respaldada también por su buena conducta y sus calificaciones académicas. En dicha institución, la directora descubrió su gusto por las artes, por lo que la encaminó a perseguir una carrera como pintora. No obstante, decidió inclinarse por la actuación después de observar la filmación de una película en los estudios de Azteca Films, los cuales descubrió mientras caminaba por la Alameda Central.

### 1917-1939: inicios artísticos
En 1917, debutó como actriz con En defensa propia, una película de cine mudo en la que se le dio un papel secundario. Posteriormente, se integró a la Compañía de Comedia Selecta en el Teatro Virginia Fábregas, donde compartió escenario con el actor Eduardo Arozamena «El Nache», con la actriz Sara Uthoff y con otros histriones populares de su época.
En 1918, contrajo matrimonio con Fernando Ibáñez Carranza; para celebrar su unión, hicieron un viaje por todo el país y Centroamérica durante dos años, hasta que el 15 de enero de 1920, en una parada en un hotel de nombre «Bola de Oro», en Tepic, Nayarit, dio a luz a María Fernanda Ibáñez, su única hija. Posiblemente sintiendo celos por el hecho de que la actriz prestaba toda su atención a la niña, su esposo sintió cierta ausencia por parte de ella, lo que lo llevó a involucrarse en varias aventuras amorosas extramaritales. García lo abandonó sin divorciarse formalmente de él, y se llevó consigo a su hija, entonces de un año de edad, y se fue a vivir con Rosario, su íntima amiga de la infancia, a quien su hija Fernanda llegó a apreciar como a una tía. Durante este periodo, vivió con grandes limitaciones económicas con las que vivía: en ese entonces, a una madre soltera le era difícil encontrar trabajo, por lo que decidió aceptar cualquier papel en el cine, mientras Rosario cuidaba a su hija. Años más tarde, su esposo, enfermo de cirrosis hepática, regresó para vivir con ellas; Sara costeó sus gastos médicos y lo cuidó en la casa que compartía con su amiga Rosario, hasta que el 2 de julio de 1932, él falleció a los 33 años de edad, a causa de un absceso pulmonar.
En 1935, comenzó a ser solicitada para papeles en el cine sonoro, lo que la llevó a obtener su primer papel protagónico en la cinta Así es la mujer (1936). Su filmografía prosiguió con: No basta ser madre (1937), en la que trabajó junto a su hija, Por mis pistolas (1938), y Papacito lindo (1939).

### 1940-1956:Época de Oro del cine mexicano
Para 1940, participó en la cinta Allá en el trópico, donde nuevamente interpretó a una abuela. Ese mismo año, su hija María Fernanda Ibáñez falleció a los 20 años por una hemorragia interna.

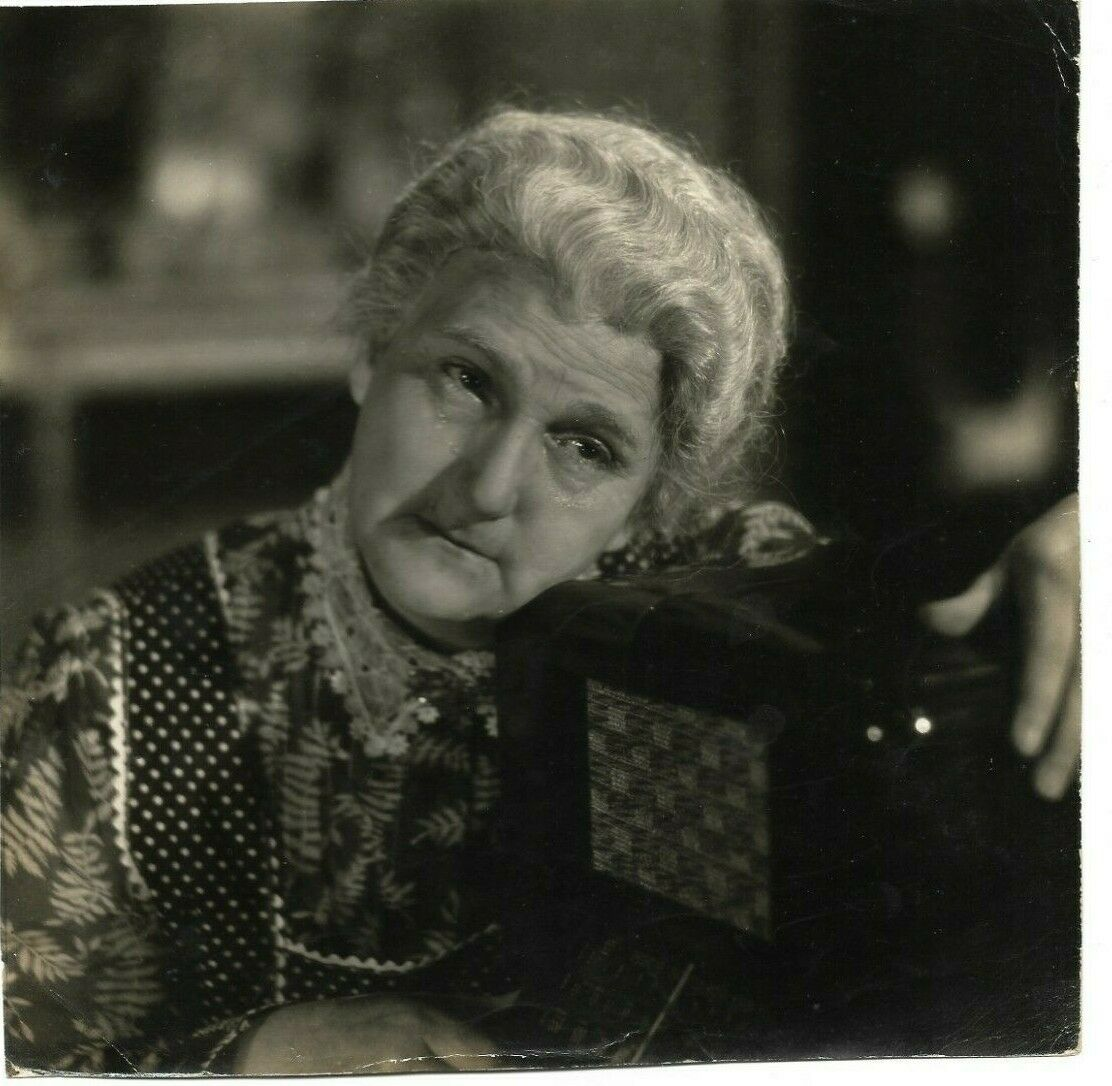
En fotografía publicitaria, c. 1950.

En las películas  El baisano Jalil (1945) y El barchante Neguib (1946) junto a  Joaquín Pardavé, interpretaron a un matrimonio de inmigrantes libaneses, los cuales llegan a México huyendo de la pobreza de su país y de la Segunda Guerra Mundial. Pero los personajes más recordados de los que interpretó, son los de abuela del ídolo del Cine Mexicano, Pedro Infante, en las películas Los tres García y Vuelven los García, ambas de 1946. El 5 de septiembre de 1952, debutó en televisión como presentadora del programa Media hora con la abuelita, el cual al poco tiempo fue cancelado por sus bajos índices de audiencia.
Durante el transcurso de la Época de Oro del cine mexicano, formó equipo con Prudencia Grifell para la personificación de papeles de abuelitas. Ambas trabajaron juntas por primera vez en ¡Mis abuelitas... nomás!, de 1951, y cinco años después volvieron a reunirse para intervenir en La tercera palabra, estrenada en 1956.

### 1956-1978: trabajos posteriores
Finalizado el cine de oro en 1956, consiguió un éxito renovado junto a Grifell con Las señoritas Vivanco de 1959, y El proceso de las señoritas Vivanco de 1961, películas que volvieron a posicionar sus carreras entre el gusto del público. Posteriormente, comenzó a participar más activamente en la televisión y en especial en las recién introducidas telenovelas, trabajando en producciones como La gloria quedó atrás (1962), La Duquesa (1966), Anita de Montemar (1967), y Mi maestro (1968). A mediados de esta década, fue el personaje principal en una fotonovela de aventuras titulada, Doña Sara, La Mera Mera: la abuelita más adorable del mundo.
En los setenta tuvo un resurgimiento profesional gracias a que participó en las películas, ¿Por qué nací mujer? (1970), Entre monjas anda el diablo (1972), El hijo del pueblo (1974), y Como México no hay dos (1979), en las que compartió créditos con Vicente Fernández, uno de los cantantes mexicanos de mayor popularidad en ese entonces. Sumado a lo mencionado, en 1974 interpretó el papel de la nana «Tomasita» en la telenovela Mundo de juguete, emisión que gozó de buena popularidad al punto de durar dos años y tres meses al aire. Su último proyecto en la pantalla chica fue la telenovela Viviana de 1978.

### 1988: lanzamientos póstumos
En 1988, póstumamente se estrenó la última película en la que intervino, Solicito marido para engañar, una cinta perteneciente al cine de ficheras. 35 años después, en 2022, se viralizó una escena de su aparición en la antedicha producción, la cual internautas y fanáticos suyos calificaron como «indignante y triste».

## Vida personal
Aunque nunca fue abiertamente confirmado por García, se afirma que mantuvo una relación amorosa de varios años con su amiga Rosario González Cuenca. Ya que la artista había estado previamente casada con Fernando Ibáñez, la antedicha historia sugiere que la histrionisa habría sido bisexual, y no lesbiana como se asegura. Rosario falleció el 5 de abril de 1983, y al igual que Sara y su hija, fue enterrada en el Panteón Español.
En 2014, el actor y comediante Manuel «Flaco» Ibáñez, quien conoció, trabajó con, y era amigo de García, apoyó las declaraciones sobre su homosexualidad, declarando lo siguiente:

«Muchos sabían que Sara García era gay; su pareja se llamaba Rosario y por eso ella decía '¡me voy a echar un rosario!’. Sara estaba adelantada para su tiempo, nunca estaba escondiéndose, ella era muy feliz con su vida amorosa.»

En febrero de 2024, el cantante mexicano Aleks Syntek también apoyó las declaratorias en torno a su sexualidad, ya que de acuerdo a él, en su infancia grabó un supuesto comercial junto a Sara García que fue filmado en su casa, donde fue testigo de como una mujer de la misma edad de esta última le dio un beso en la boca.

## Muerte

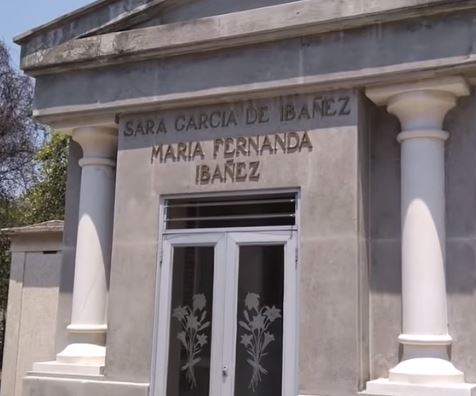
Mausoleo de Sara García y su hija María Fernanda Ibáñez en el Panteón Español, fotografiado en 2019.

El 21 de noviembre de 1980, García falleció en Ciudad de México a los 88 años de edad, a causa de un paro cardiorrespiratorio irreversible, neumonía, y una insuficiencia respiratoria. Su cuerpo fue enterrado en el Panteón Español, ubicado en la misma ciudad, dentro del mismo mausoleo en el que cuarenta años atrás había sido inhumada María Fernanda Ibáñez, su hija.

## Legado
En 1973, la hoy desaparecida empresa Chocolates la Azteca, la eligió para ser la imagen del chocolate de mesa «Chocolate Abuelita», reemplazando a la antigua ilustración del antedicho chocolate. Desde ese año, su retrato se preservó en el empaque de la bebida, incluso después de que la marca pasó a manos de la empresa multinacional suiza Nestlé, quien le creó su propia página web y produjo nuevos productos del chocolate además de su presentación en tablillas, introduciendo chocolate en polvo y barras de chocolate.
En septiembre de 2019, se develó una estatua en su honor en el parque López, localizado en Orizaba, Veracruz, su ciudad natal.

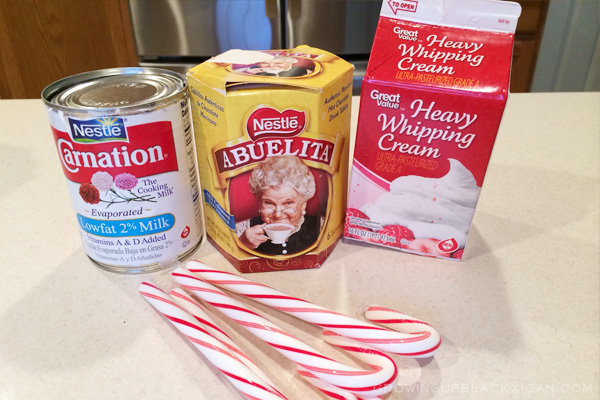
Empaque de tablillas de Chocolate Abuelita (centro).
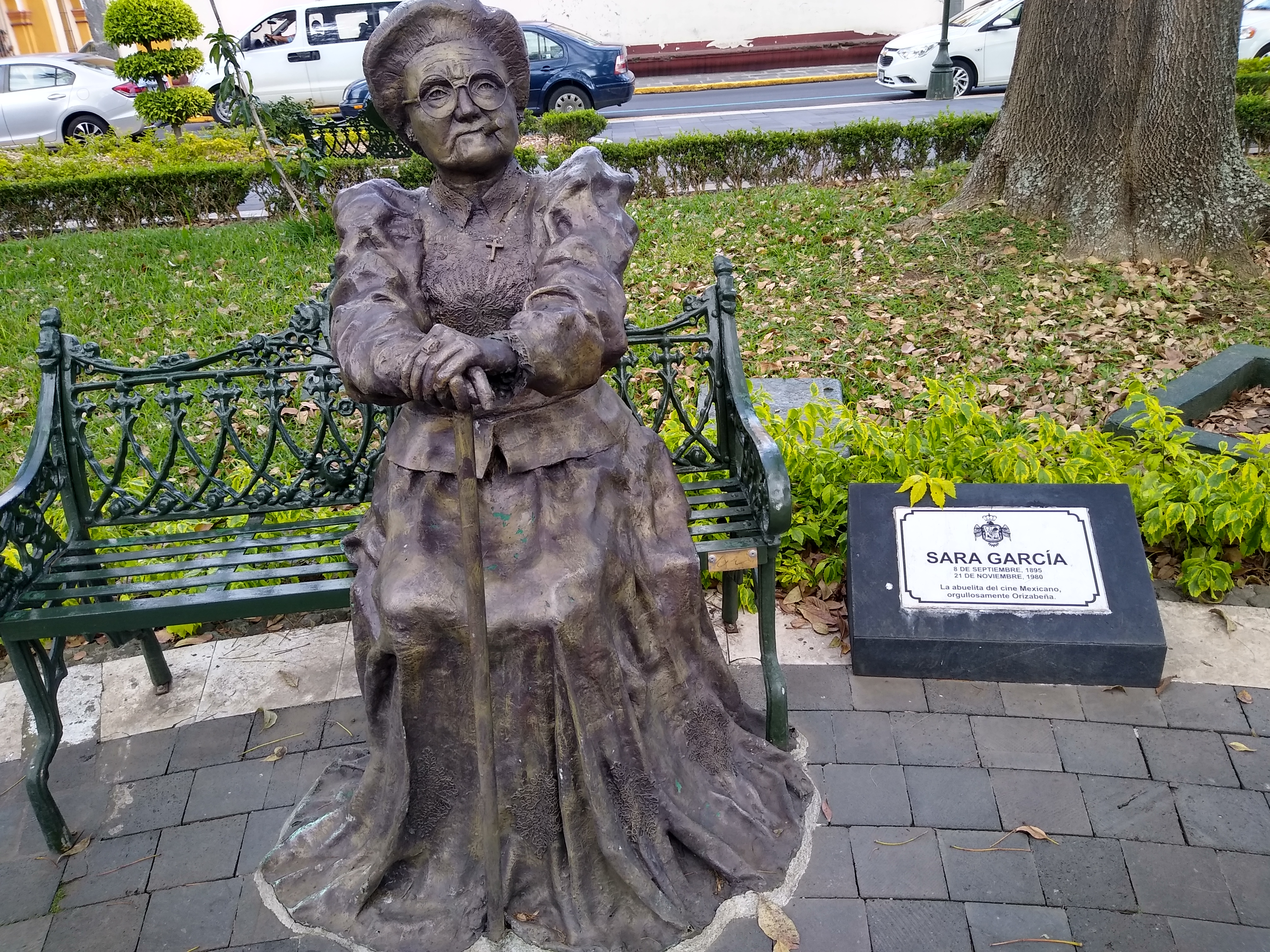
Estatua de Sara García en el parque López de Orizaba, Veracruz, octubre de 2020.

### En la cultura popular
En noviembre de 2019, Día de muertos, una película animada mexicana, le rindió homenaje con un personaje al que se le dio el nombre de doña Sara y una apariencia física con gran semejanza a ella; la actriz de doblaje Magda Giner fue la encargada de darle voz. Pese a esto, la cinta no fue bien recibida por la crítica.
En julio de 2023, debido a su legado filmográfico por sus personajes como abuelita, fue mencionada en La Dama del Silencio: El caso Mataviejitas, un documental de investigación criminal producido por la plataforma de streaming estadounidense Netflix, en el que se habló sobre el caso de Juana Barraza Samperio, una asesina serial mexicana que solía matar ancianas. Algunos años antes, ya había sido relacionada con dicha criminal después de que se comercializara una playera en la que a manera de burla se «enfrentaba» a Samperio.

## Filmografía selecta

### Cine

#### Coproducciones

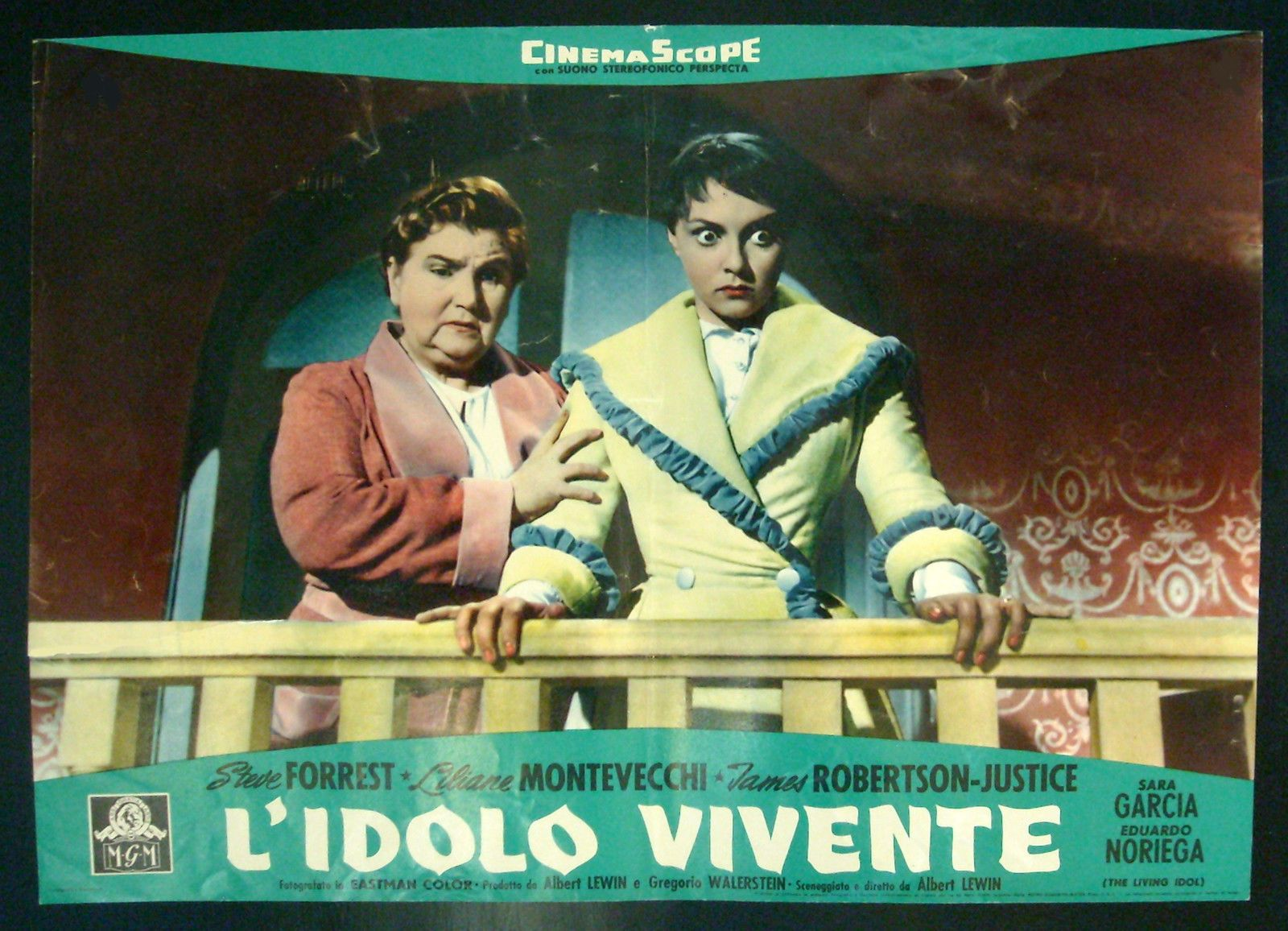
Junto a Liliane Montevecchi, en The Living Idol (1957).

- The Living Idol (1957) como Elena
- El caballo blanco (1962) como señora Refugio Arteaga
- Los dinamiteros (1964) como doña Pura
- Sor ye-yé (1968) como sor María de los Ángeles

#### Producciones españolas
- Bello recuerdo (1961) como la abuela

#### Producciones mexicanas
| - Sexo vs. sexo (1980) como anciana saca borrachos - Como México no hay dos (1979) - La vida difícil de una mujer fácil (1977) como Doña Amalia - La comadrita (1975) como doña Chona - Nobleza ranchera (1975) como Altagracia - Como gallos de pelea (1975) como doña Altagracia - El hijo del pueblo (1974) como Vicenta Aurelia Fernández - Fe, Esperanza y Caridad (1972; segmento «Caridad») como anciana rica - Nosotros los feos (1972) como doña Sara García viuda de García y García - Los Leones del ring contra la Cosa Nostra (1972) como doña Refugio - Los Leones del ring (1972) como doña Refugio - Entre monjas anda el diablo (1972) como sor Lucero - Fin de fiesta (1972) como doña Beatriz - La inocente (1972) como la abuela - Mecánica nacional (1971) como doña Lolita, la abuela - Nadie te querrá como yo (1971) como abuela - ¿Por qué nací mujer? (1970) como doña Rosario Fernández de Cervantes - La hermana dinamita (1969) como madre Ana - La casa del farol rojo (1969) como doña Sara Morales viuda de Mendoza - El día de las madres (1968) como doña Carmen - Flor marchita (1968) como Paula - No se mande, profe (1967) como doña Claudia - Las amiguitas de los ricos (1967) como Luz Romero - Un novio para dos hermanas (1966) como señora Cáceres - Seis días para morir (1966) como doña Mercedes - Joselito vagabundo (1966) como tía Guadalupe - Los dos apóstoles (1964) como doña Angustias - Nos lleva la tristeza (1964) como doña Marina Guerra viuda de Batalla - Escuela para solteras (Águila con las hermanas) (1964) como doña Bernarda - Canta mi corazón (1964) como doña Berta - Héroe a la fuerza (1964) como Prudencia - Nos dicen las intocables (1963) como doña Cucaracha - Los fenómenos del fútbol (1962) como doña Pancha - Las chivas rayadas (1962) como doña Pancha - Ruletero a toda marcha (1962) como doña Sarita - Las hijas del Amapolo (1960) como la abuela - El analfabeto (1960) como doña Epifanita - El malvado Carabel (1960) como tía Elodia - Paloma brava (1960) como doña Chabela «Popotitos» - El buena suerte (1960) como doña Paz - ¡Mis abuelitas... no más! (1959) como doña Casilda - El proceso de las señoritas Vivanco (1959) como Hortensia Vivanco y de la Vega - Yo pecador (1959) como nana Panchita - Con el dedo en el gatillo (1958) como la abuela - Las señoritas Vivanco (1958) como Hortensia Vivanco y de la Vega - Los Santos Reyes (1958) como la anciana - El gran premio (1957) como Soledad Fuentes Lagos «Cholita» - Pobres millonarios (1957) como doña Margarita del Valle | - La ciudad de los niños (1956) como doña Juliana - El inocente (1956) como madre de Mané - La tercera palabra (1955) como Matilde - El crucifijo de piedra (1954) como Laura - El hombre inquieto (1954) como Fátima - Los Fernández de Peralvillo (1953) como doña Chita - Los que no deben nacer (1953) como Clotilde - Misericordia (1953) como Benigna - Sólo para maridos (1952) como Concordia - Genio y figura (1952) como doña Luisa - El lunar de la familia (1952) como doña Luisa - Por el mismo camino (1952) como Justa - La miel se fue de la luna (1951) como doña Martirio - Acá las tortas (1951) como Dolores - La duquesa del Tepetate (1951) como Chonita - Doña Clarines (1950) como Clara Urrutia «doña Clarines» - El papelerito (1950) como Dominga - La reina del mambo (1950) como tía - Yo quiero ser tonta (1950) como Atilana - Mi querido capitán (1950) como Pelancha - Azahares para tu boda (1950) como Eloísa - Si me viera don Porfirio (1950) como doña Martirio - Mi preferida (1950) como doña Sara - Yo quiero ser hombre (1949) como tía Milagros - Dos pesos dejada (1949) como Prudencia - El diablo no es tan diablo (1949) como doña Leonor - Novia a la medida (1949) como doña Socorro - Eterna agonía (1949) como doña Cholita - Dicen que soy mujeriego (1948) como doña Rosa - Tía Candela (1948) como Candelaria López y Polvorilla «tía Candela» - La familia Pérez (1948) como Natalia Vivanco de Pérez - Dueña y señora (1948) como Toña - Mi madre adorada (1948) como doña Lolita - Vuelven los García (1946) como doña Luisa García viuda de García - Los tres García (1946) como doña Luisa García viuda de García - El ropavejero (1946) como María - Los que volvieron (1946) como esposa madura - Sucedió en Jalisco (Los cristeros) (1946) como doña Engracia - El barchante Neguib (1945) como Sara - Mamá Inés (1945) como Inés Valenzuela - ¡Ay qué rechulo es Puebla! (1945) como viejita alegre - La señora de enfrente (1945) como Lastenia Cortazano - Escuadrón 201 (1945) como doña Herlinda - Como yo te quería (1944) como Remedios Mantilla - El jagüey de las ruinas (1944) como doña Teresa «Mamanina» - Tuya en cuerpo y alma (1944) como María Antonia - El secreto de la solterona (1944) como Marta - La trepadora (1944) como doña Carmelita | - Mis hijos (1944) como María - Toros, amor y gloria (1943) como Irene - Caminito alegre (1943) como Antonia Goyena - No matarás (1943) como Aurora - Resurrección (1943) como Genoveva - El verdugo de Sevilla (1942) como doña Nieves - El baisano Jalil (1942) como Suan - Historia de un gran amor (1942) como doña Josefa - La abuelita (1942) como doña Carmen - Regalo de Reyes (1942) como doña Esperanza - Alejandra (1941) como Elena - La gallina clueca (1941) como Teresa de Treviño - Dos mexicanos en Sevilla (1941) como Gracia - ¿Quién te quiere a ti? (1941) como madre del seductor - Cuando los hijos se van (1941) como Lupe de Rosales - Las tres viudas de papá (1940) como Petra - Papá se enreda otra vez (1940) como Petra - Al son de la marimba (1940) como Cornelia - Papá se desenreda (1940) como Petra - Ahí está el detalle (1940) como Clotilde Regalado - Mi madrecita (1940) como la madre - Allá en el trópico (1940) como doña Panchita - Miente y serás feliz (1939) como Constancia - En un burro tres baturros (1939) como Manuela - Papacito lindo (1939) como Remedios - Calumnia (1939) como Eduviges - El capitán aventurero (1939) como Catalina, corregidora - Los enredos de papá (1938) como Petra - Su adorable majadero (1938) como Mariquita - Perjura (1938) como doña Rosa - Padre de más de cuatro (1938) como doña Gertrudis - Dos cadetes (1938) como Dolores - Pescadores de perlas (1938) como Juana - Por mis pistolas (1938) - No basta ser madre (1937) como Sebastiana del Puerto - La honradez es un estorbo (1937) como doña Refugio - No te engañes corazón (1936) como doña Petra - Malditas sean las mujeres (1936) como señora de Ambrosaliet - Las mujeres mandan (1936) como Marta - Marihuana (El monstruo verde) (1936) como Petra - Así es la mujer (1936) como viuda - ¡Viva México! (El grito de Dolores) (1934) como Josefa Ortiz de Domínguez - La sangre manda (1933) como vecina - El vuelo de la muerte (1933) - El pulpo humano (1933) - Yo soy tu padre (1927) - La soñadora (1917) - Alma de sacrificio (1917) - En defensa propia (1917) |

### Documentales
- Recordar es vivir (1940) como ella misma
- México de mis amores (1976) como ella misma

### Televisión
- Media hora con la abuelita (1952)
- Secreto de familia (1957)
- Un rostro en el pasado (1960)
- La gloria quedó atrás (1962)
- La Duquesa (1966) como La duquesa
- Anita de Montemar (1967)
- Mamá trompeta (1968)
- El padre Guernica (1968)
- Mi maestro (1968)
- Mi rival (1973) como Chayo
- Mundo de juguete (1974–1977) como Nana Tomasita
- Viviana (1978) como Doña Angustias